# Future Idiots

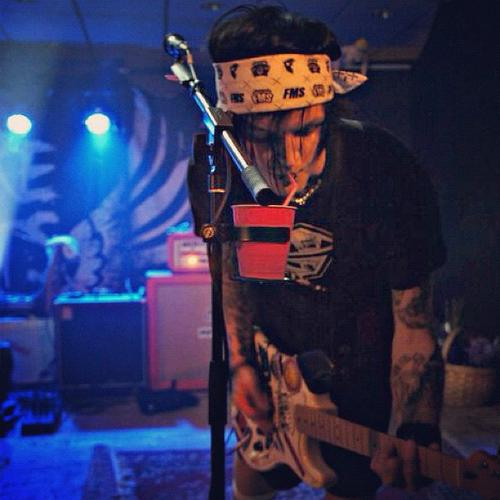
Future Idiots – Marius Paxcow live bei einem Konzert

Future Idiots ist eine 2005 in Schweden gegründete Rockband. Die Einflüsse liegen laut der Gruppe bei Bands wie Blink-182, The Offspring, Green Day, Social Distortion, NOFX, No Use for a Name, Bad Religion, Bowling for Soup, Foo Fighters und Avenged Sevenfold. Die Band steht zurzeit bei dem kalifornischen Independent-Label Pacific Ridge Records unter Vertrag.

## Geschichte
Gegründet wurde die Band, als die Mitglieder noch zur Schule gingen, kurz darauf veröffentlichten sie das Demoband Point of No Return mit elf Liedern. Mit der im Jahr 2006 erschienenen Demoversion von Love and Murder, welches Pacific Ridge Records 2010 masterte und die Track 10 und 11 gegen andere austauschte, wollte die Band Abstand nehmen von der Vorstellung eine Spaß- bzw. eine Schulprojekts Band zu sein und den Schritt in Richtung einer professionellen Band wagen.
Im August des gleichen Jahres erschien das Album mit dem Titel Grand Theft Audio (als Anspielung auf die Computerspielserie Grand Theft Auto), dessen Titelliste hauptsächlich aus Rock-Covern von berühmten Artisten bestand.
Noch im gleichen Jahr veröffentlichte die Band im November ihr drittes Studioalbum Lust mit 14 bis zu diesem Zeitpunkt noch unveröffentlichten Songs.
Das vierte Album (zweites Coveralbum) Grand Theft Audio 2 erschien im Juli 2011 und enthält wie Grand Theft Audio nur Cover-Versionen bereits bestehender Lieder.
Im Oktober 2011 wurde angekündigt, dass die neue EP Goes Heavy Metal am 29. November veröffentlicht wird. Herausgehoben wird das Album durch die Tatsache, dass es den Fans durch Online-Voting möglich war einen bereits existierenden Song auszuwählen, den die Band dann covern und veröffentlichen würde. Gewählt wurde für das Lied Afterlife der kalifornischen Metal-Band Avenged Sevenfold.
Am 11. Januar 2012 wurden die Fans über Facebook gefragt, ob die Band das Album Neighborhoods der amerikanischen Band Blink-182 covern sollte. Innerhalb weniger Minuten erfuhr die Gruppe enorm viel positive Resonanz, sodass die Band noch am gleichen Tag bekannt gab, dass das Album in Arbeit ginge.
Im Herbst des Jahres 2012 machten Future Idiots Schlagzeilen, indem sie das Coveralbum Neighborhoods and Morningwoods veröffentlichten, eine Paraphrase bezugnehmend auf das blink-182 Album Neighborhoods, welches aus dem gleichen Jahr stammt.
Neighborhoods and Morningwoods soll laut einem Zitat der Band klingen, wie die alten Alben von blink-182, wie zum Beispiel Enema of the State oder Take Off Your Pants and Jacket. Future Idiots beschrieb ihr Coveralbum folgendermaßen: „Das Album klingt wie es im Original von blink-182 schon hätte sein sollen.“
Dies führte nicht nur zu Drohungen von blink-182 Fans, sondern auch dazu, dass der amerikanischen Radiosender KROQ auf sie aufmerksam wurde. Mark Hoppus, Leadsänger von Blink-182, wurde in einem Interview zu seiner Meinung über das Album von Future Idiots gefragt und erzählte, dass er es sich selbst schon angehört habe und es sehr gelungen findet.
Das sechste Album der Band ist ein gleichnamiges Album (Selftitled), dessen Release am 28. April 2012 im Best Western Hotel in ihrer Heimatstadt Klippan gefeiert wurde.

## Diskografie
| Jahr | Album / EP |
| ---- | --- |
| 2010 | Point of No Return • Erstes Studioalbum/Demo • Erschienen am: 1. Juni 2006                                        |
| 2010 | Love and Murder • Zweites Studioalbum • Erschienen am: 30. März 2010                                              |
| 2010 | Grand Theft Audio • Erstes Coveralbum • Erschienen am: 24. August                                                 |
| 2010 | Lust • Drittes Studioalbum • Erschienen am: 26. Oktober 2010                                                      |
| 2011 | Grand Theft Audio II • Zweites Coveralbum • Erschienen am: 28. Juli 2011                                          |
| 2011 | A3T / Alkaline Trio Tribute • Erste Cover-EP • Erschienen am: 6. September 2011                                   |
| 2011 | Goes Heavy Metal • Zweite Cover-EP • Erschienen am: 29. November 2011                                             |
| 2012 | Future Idiots • Viertes Studioalbum • Erschienen am: 29. April 2012                                               |
| 2012 | Neighborhoods & Morningwoods • Drittes Coveralbum von Neighborhoods (Blink-182) • Erschienen am: 23. Oktober 2012 |
| 2012 | Unwrap my Package • Weihnachts-EP • Erschienen am: 18. Dezember 2012                                              |
| 2015 | Murphys Law • Fünftes Studioalbum • Erscheinungsdatum: Sommer 2015                                                |

## Cover-Versionen
Die Band zeichnet sich unter anderem dadurch aus, Cover im Rock- oder Pop-Punk-Stil (seltener auch im Akustik-Bereich) zu publizieren. So bestehen zwei Alben fast ausschließlich aus Covern von Liedern, die wenige Zeit vor dem Release des Albums in den Charts waren oder Klassiker der Popularmusik darstellen. Andere Cover sind meist aus dem Heavy-/Power-Metal-Bereich oder aus dem Pop-Punk-Genre selbst (z. B. Tribute-Songs für blink-182, Bowling for Soup oder Alkaline Trio).
| Titel des Liedes                 | Original-Interpret            | Album                                     | Erscheinungsjahr des Originals | Future-Idiot-Album            |
| -------------------------------- | ----------------------------- | ----------------------------------------- | ------------------------------ | ----------------------------- |
| Bad Romance                      | Lady Gaga                     | The Fame Monster                          | 2009                           | Grand Theft Audio             |
| I Gotta Feeling                  | The Black Eyed Peas           | The E.N.D.                                | 2009                           | Grand Theft Audio             |
| Fireflies                        | Owl City                      | Ocean Eyes                                | 2009                           | Grand Theft Audio             |
| Adam's Song                      | Blink-182                     | Enema of the State                        | 1999                           | Grand Theft Audio             |
| You're Beautiful                 | James Blunt                   | Back to Bedlam                            | 2004                           | Grand Theft Audio             |
| (Who) Says                       | John Mayer                    | Continuum                                 | 2007                           | Grand Theft Audio             |
| Everytime                        | Britney Spears                | In the Zone                               | 2004                           | Grand Theft Audio             |
| Paparazzi                        | Lady Gaga                     | The Fame                                  | 2009                           | Grand Theft Audio             |
| Wavin’ Flag                      | K’naan                        | Troubadour                                | 2010                           | Grand Theft Audio             |
| When You Fucked Grandpa          | Blink-182                     | Take Off Your Pants and Jacket            | 2001                           | Grand Theft Audio             |
| What Went Wrong                  | Blink-182                     | Take Off Your Pants and Jacket            | 2001                           | Grand Theft Audio, Youtube    |
| Stars Are Blind                  | Paris Hilton                  | Paris                                     | 2009                           | Grand Theft Audio             |
| This Is the Life                 | Amy Macdonald                 | This Is the Life                          | 2007                           | Grand Theft Audio             |
| Mercy Me                         | Alkaline Trio                 | Crimson                                   | 2005                           | Grand Theft Audio             |
| A Thousand Miles                 | Vanessa Carlton               | Be Not Nobody                             | 2002                           | Grand Theft Audio, Youtube    |
| Absolutely (The Story of a Girl) | Nine Days                     | The Madding Crowd                         | 2000                           | Grand Theft Audio, Youtube    |
| Firework                         | Katy Perry                    | Teenage Dream                             | 2010                           | Grand Theft Audio II          |
| Love the Way You Lie (Part II)   | Rihanna                       | Loud                                      | 2010                           | Grand Theft Audio II          |
| In My Head                       | Jason Derülo                  | Jason Derülo                              | 2009                           | Grand Theft Audio II          |
| Little Lion Man                  | Mumford & Sons                | Sigh No More                              | 2009                           | Grand Theft Audio II, Youtube |
| Just the Way You Are (Amazing)   | Bruno Mars                    | Doo-Wops & Hooligans                      | 2010                           | Grand Theft Audio II, Youtube |
| Friday                           | Rebecca Black                 | Friday (Rebecca Black song)               | 2011                           | Grand Theft Audio II, Youtube |
| Closer to the Edge               | 30 Seconds to Mars            | This Is War                               | 2009                           | Grand Theft Audio II, Youtube |
| Eenie Meenie                     | Justin Bieber & Sean Kingston | My World 2.0                              | 2010                           | Grand Theft Audio II, Youtube |
| Hey, Soul Sister                 | Train                         | Save Me San Francisco                     | 2010                           | Grand Theft Audio II, Youtube |
| Idiots Are Taking Over           | NOFX                          | The War on Errorism                       | 2003                           | Youtube                       |
| The Flight of Apollo             | Angels & Airwaves             | Love                                      | 2011                           | Youtube                       |
| Walking Disaster                 | Sum 41                        | Underclass Hero                           | 2007                           | Youtube                       |
| The Edge of Glory                | Lady Gaga                     | Born This Way                             | 2011                           | Youtube                       |
| Ghost on the Dance Floor         | Blink-182                     | Neighborhoods                             | 2011                           | Youtube                       |
| Wishing Well                     | Blink-182                     | Neighborhoods                             | 2011                           | Youtube                       |
| She's Got a Boyfriend Now        | Bowling for Soup              | Drunk Enough to Dance                     | 2002                           | Youtube                       |
| This Addiction                   | Alkaline Trio                 | This Addiction                            | 2010                           | Youtube                       |
| 145 (155)                        | +44                           | When Your Heart Stops Beating             | 2006                           | Youtube                       |
| Sadie                            | Alkaline Trio                 | Crimson                                   | 2005                           | Youtube                       |
| Pieces                           | Sum 41                        | Chuck                                     | 2004                           | Youtube                       |
| Up All Night                     | Blink-182                     | Neighborhoods                             | 2009                           | Youtube                       |
| Secret Crowds                    | Angels & Airwaves             | I-Empire                                  | 2007                           | Youtube                       |
| Over My Head (Cable Car)         | The Fray                      | How to Save a Life                        | 2005                           | Youtube                       |
| We Found Love                    | Rihanna                       | Talk That Talk                            | 2011                           | Youtube                       |
| Every Teardrop Is a Waterfall    | Coldplay                      | Mylo Xyloto                               | 2011                           | Youtube                       |
| Fear of the Dark                 | Iron Maiden                   | Fear of the Dark                          | 1992                           | Goes Heavy Metal EP, Youtube  |
| Afterlife                        | Avenged Sevenfold             | Diamonds in the Rough                     | 2008                           | Goes Heavy Metal EP, Youtube  |
| Through the Fire and Flames      | DragonForce                   | Inhuman Rampage                           | 2006                           | Goes Heavy Metal EP, Youtube  |
| The Garden’s Tale                | Volbeat                       | Rock the Rebel / Metal the Devil          | 2007                           | Goes Heavy Metal EP           |
| I Won't Be Home for Christmas    | Blink-182                     | A Santa Cause: It's a Punk Rock Christmas | 2003                           | Unwrap My Package             |
| XM@$                             | Corey Taylor                  |                                           | 2010                           | Unwrap My Package             |